# Schloss Heusenstamm

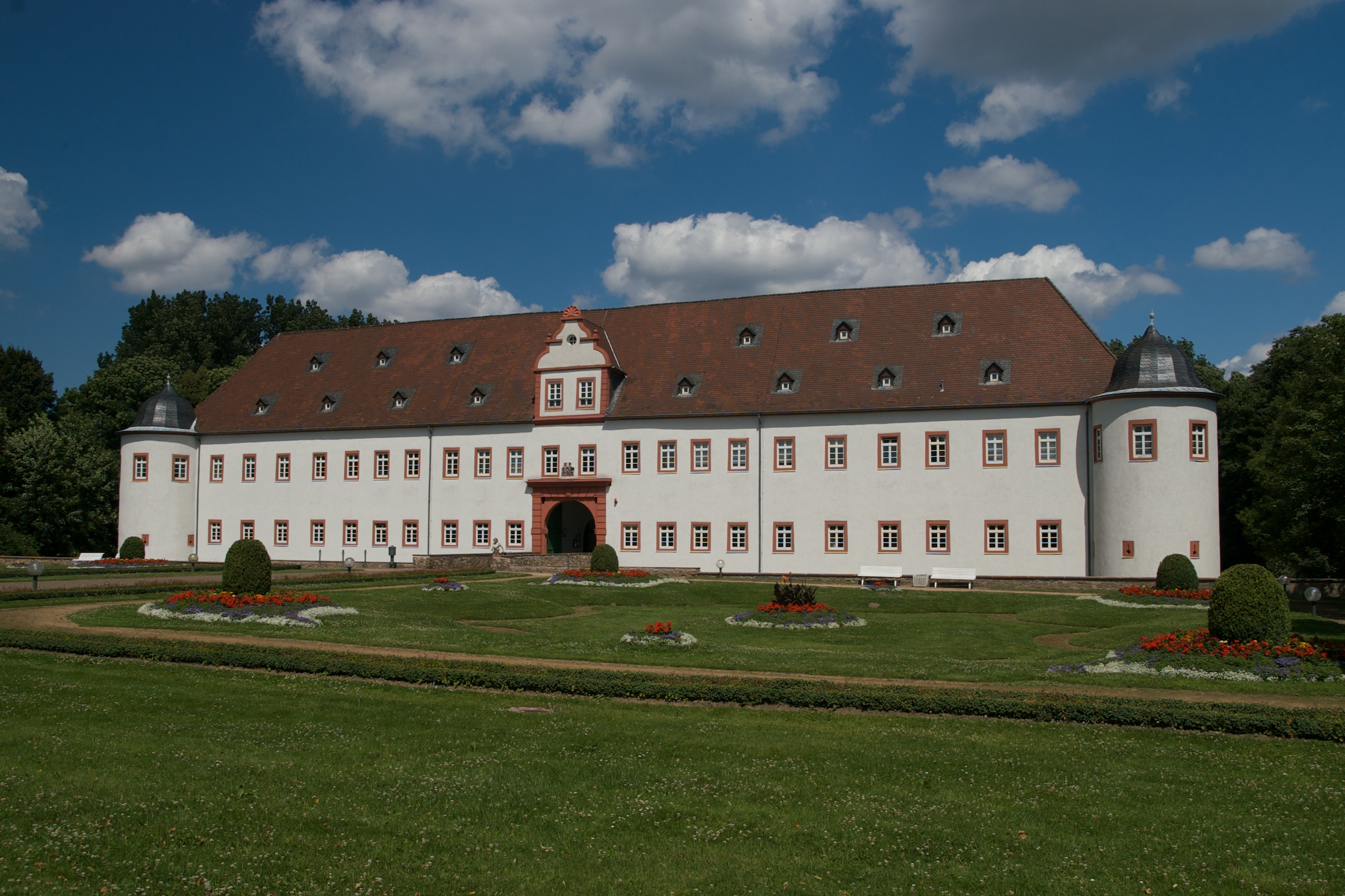
Vorderansicht des Vorderen Schlosses, davor der Schlosspark

Das Heusenstammer Schloss oder auch Schloss Schönborn steht im hessischen Heusenstamm.
Das heutige Schloss ist gegliedert in ein hinteres und ein vorderes Schloss. Es steht direkt am linken Ufer der Bieber.

## Hinteres Schloss

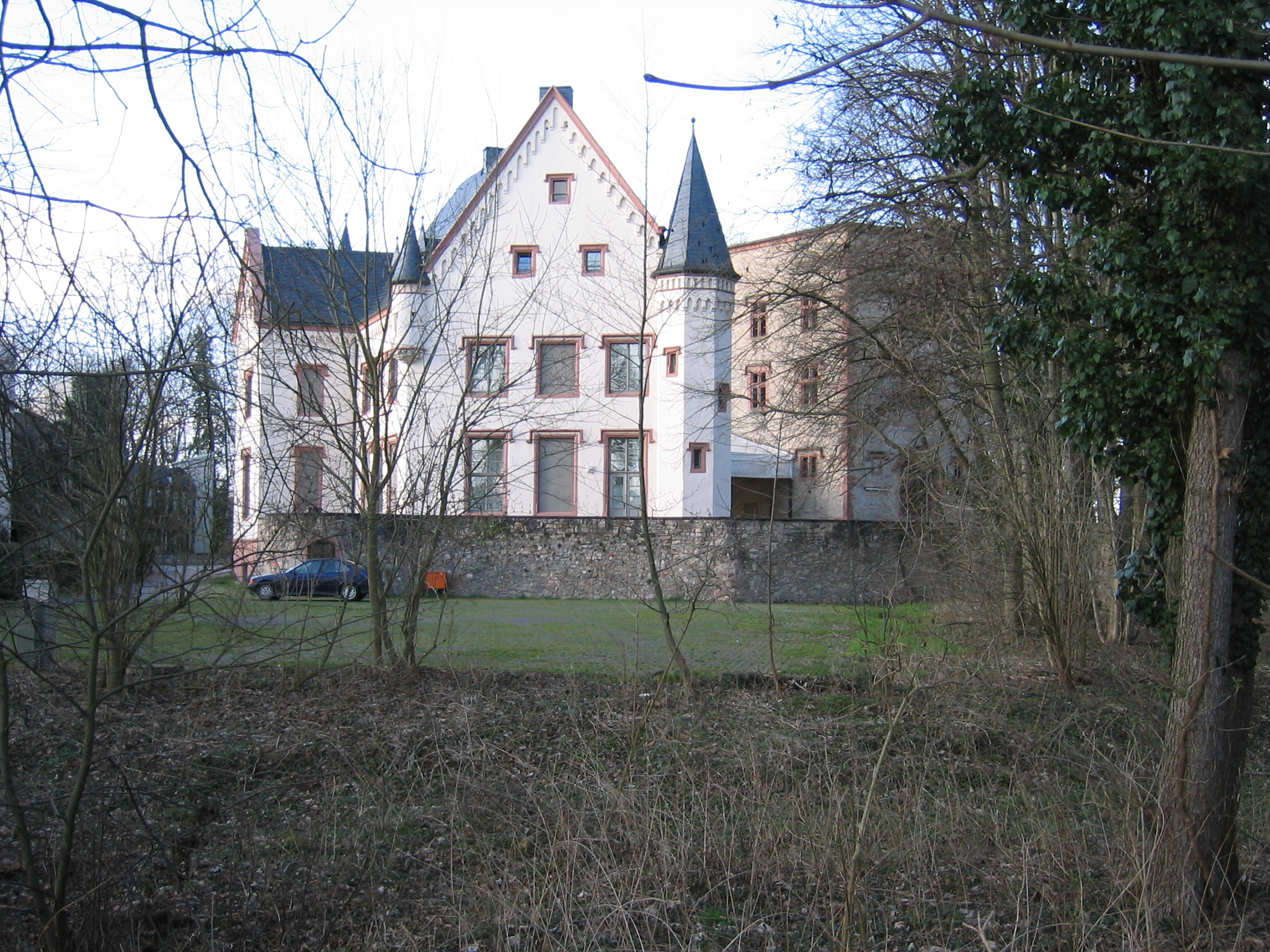
Hinteres Schloss von Süden, rechts der Bannturm

Das hintere Schloss besteht heute aus einem Wohngebäude und einem davon getrennten Turm, dem so genannten Bannturm. Es steht an der Stelle der alten Burg der Herren von Heusenstamm. Die alte Burg wurde mehrmals zerstört, wieder auf- und umgebaut. Vor allem am Anfang des 15. Jahrhunderts und in der Mitte des 16. Jahrhunderts (gesichert im Jahr 1561). Große Zerstörungen brachte vor allem der Dreißigjährige Krieg mit sich.
Nach dem Aussterben der hier ansässigen Herren von Heusenstamm 1616 fiel das Schloss und die Herrschaft Heusenstamm an die österreichische Seitenlinie der Familie, welche den Ort an die Frankfurter Patrizierfamilie Steffan von Cronstetten verpachtete. Während des Dreißigjährigen Krieges wurden das Dorf und das Schloss fast vollständig zerstört. 1661 wurde die Herrschaft Heusenstamm, zu der die Orte Obertshausen und Hausen gehörten, an den kurmainzischen Oberamtmann zu Steinheim, Philipp Erwein von Schönborn, verkauft.
Nach dem Einzug der Familie Schönborn 1661 wurde das vordere Schloss errichtet, das zunächst als vierflügliges Wasserschloss geplant war. Das hintere Schloss wurde wieder instand gesetzt, aber teilweise nur von den Bediensteten bewohnt. Ab 1896 war in ihm ein Kindergarten der Schwestern der Göttlichen Vorsehung untergebracht, dann, in den 1940er Jahren, ein NSV-Kinderhort. Während des Zweiten Weltkrieges war auf dem Bannturm eine Flakleitstellung installiert, welche von der amerikanischen Luftaufklärung entdeckt wurde. Bei einem alliierten Luftangriff am 11. Dezember 1944 wurde versucht, diese Flugabwehrstellung zu zerstören, was jedoch nicht gelang. Stattdessen wurde ein Gebäudeteil des alten Schlosses schwer beschädigt und dessen Reste während der Renovierung nach dem Krieg beseitigt.

## Vorderes Schloss
Das vordere Schloss im Stil des Barock wurde in den Jahren 1663 bis 1668 durch Philipp Erwein von Schönborn auf dem ehemaligen Vorhof der alten Burg erbaut. Die Pfarrkirche St. Cäcilia wurde von 1739 bis 1741 als katholische Begräbniskirche des Heusenstammer Zweiges der Grafen von Schönborn vom Baumeister Johann Balthasar Neumann erbaut. Als 1764 Kaiser Franz I. anlässlich der Krönung seines Sohnes in Frankfurt im Schloss Heusenstamm wohnte (Goethe berichtet über das Ereignis in seiner Dichtung und Wahrheit), wurde zu seinen Ehren ein prunkvoller Torbau errichtet, mit zwei Steinlöwen an den Seiten des Tores und Schönborn’schen Wappen.

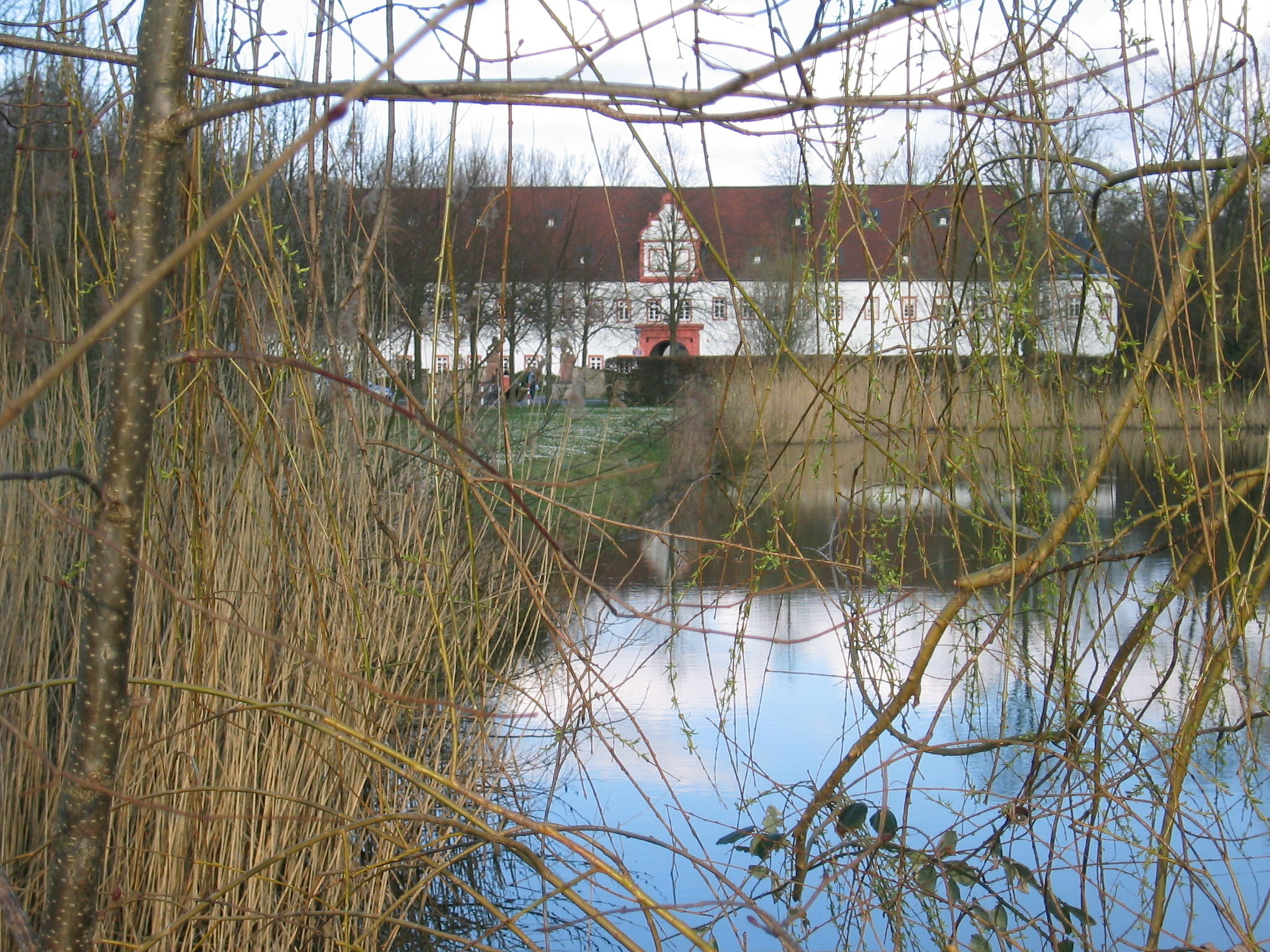
Blick vom Schlossweiher zum Schloss

Vor dem Schloss befindet sich ein kleiner Park, ein Rest einer früher weitläufigen Orangerie, die auch noch deutlich an den davor gelegenen Schlossteichen und der Schlossallee erkennbar ist. Das Schloss ist von einem heute trockengelegten Wassergraben umgeben, der einst mit Wasser aus der Bieber gespeist wurde. Von dem ehemaligen Herrengarten sind noch Reste vorhanden: dazu gehören die 1995 neu angepflanzte Kaiserlindenallee in der Eingangsachse und zwei beidseitig angelegte Teiche außerhalb des Schlossbezirks. Der heutige Barockgarten ist in neuer Zeit wieder angelegt worden.
Vom 17. Mai 1954 bis 1976 unterhielt die Oberpostdirektion Frankfurt im angemieteten Heusenstammer Schloss eine Postschule. Sie wurde zur Ausbildung von Beamten des gehobenen Dienstes genutzt. 1978 wurde die Schlossanlage zusammen mit dem größten Teil des Schönborn’schen Grundbesitzes in Heusenstamm von der Stadt Heusenstamm gekauft. Das vordere Schloss wurde anschließend durch Anbauten zu einem Viereck geschlossenen Gebäudekomplex nach Vorbild des Aschaffenburger Schlosses ergänzt, um es als Rathaus und Verwaltungssitz zu nutzen.
In dem Schloss befindet sich heute das Rathaus. Auf dem Gelände um das Schloss findet im Sommer ein Weinfest und am zweiten Adventswochenende ein Weihnachtsmarkt der sogenannte "Heusenstammer St.Nikolausmarkt" statt. Eine zwischen hinterem Schloss und Bannturm dauerhaft installierte überdachte Freilichtbühne ist Austragungsort des Kultursommers mit zahlreichen musikalischen Veranstaltungen.